# Impacto humano no ciclo do nitrogênio

Figura 1. O ciclo do nitrogênio em um sistema solo-planta. Um possível caminho: o nitrogênio é fixado por micróbios em compostos orgânicos, que são mineralizados (isto é, amonificação) e depois oxidados para formas inorgânicas (isto é, nitrificação) que são assimiladas pelas plantas (NO_{3}^{−}). O NO_{3}^{−} também pode ser desnitrificado por bactérias, produzindo N_{2}, NO_{x} e N_{2}O.

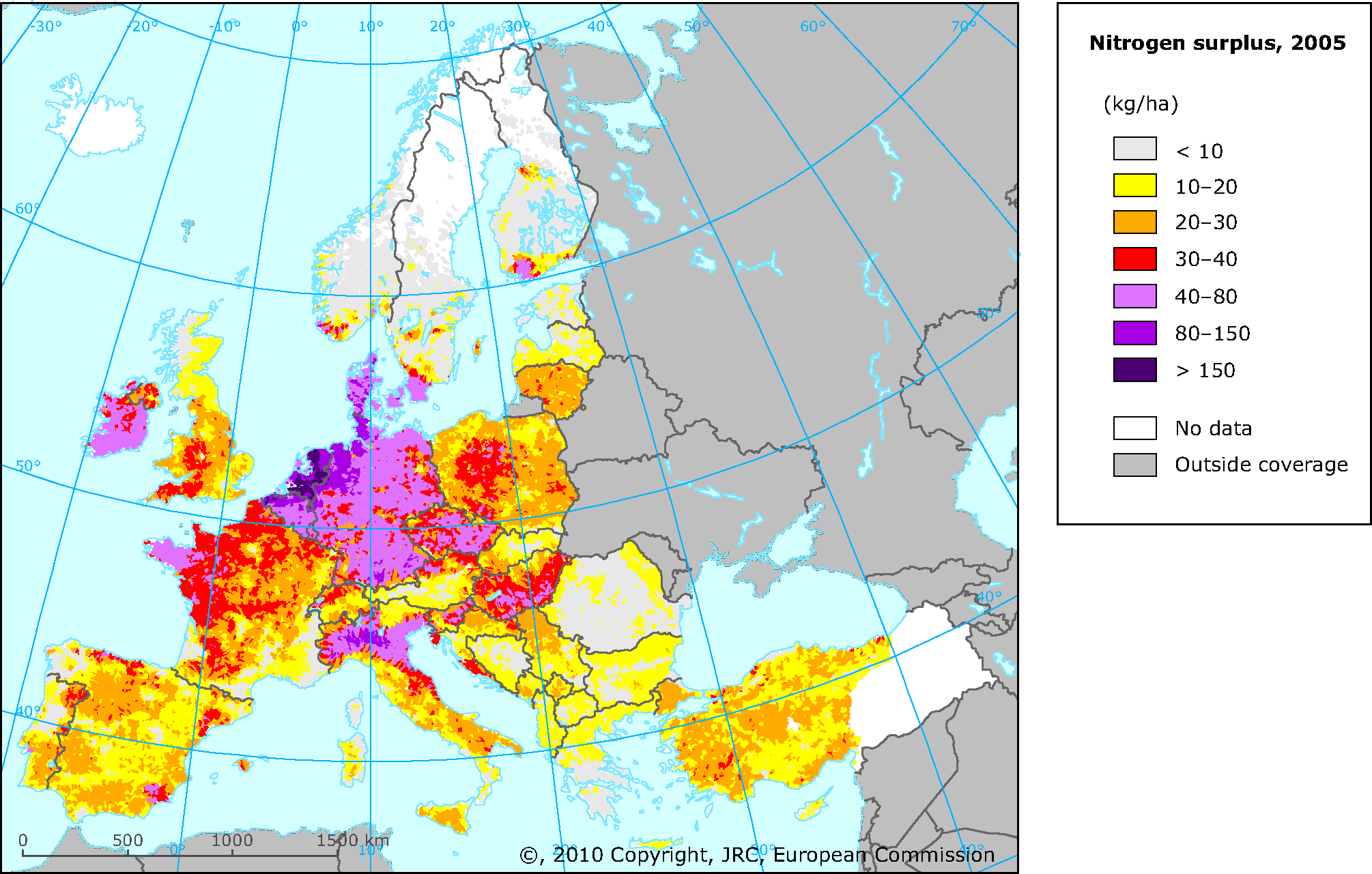
Excedente estimado de nitrogênio (a diferença entre a aplicação de fertilizantes inorgânicos e orgânicos, deposição atmosférica, fixação e absorção pelas culturas) para o ano de 2005 na Europa.

O impacto humano no ciclo do nitrogênio é variado. As entradas de nitrogênio (N) agrícolas e industriais no meio ambiente atualmente superam as entradas provenientes da fixação natural de nitrogênio. Como consequência dessas entradas antropogênicas, o ciclo do nitrogênio global (Figura 1) foi significativamente alterado ao longo do último século. As frações molares globais de óxido nitroso (N2O) na atmosfera aumentaram de um valor pré-industrial de aproximadamente 270 nmol/mol para cerca de 319 nmol/mol em 2005. As atividades humanas são responsáveis por mais de um terço das emissões de N2O, sendo a maior parte proveniente do setor agrícola. Este artigo tem como objetivo fornecer uma breve revisão da história das entradas antropogênicas de nitrogênio e os impactos relatados dessas entradas em ecossistemas terrestres e aquáticos selecionados.

## História das entradas antropogênicas de nitrogênio
| Emissões acidificantes médias (poluição do ar) de diferentes alimentos por 100g de proteína | Emissões acidificantes médias (poluição do ar) de diferentes alimentos por 100g de proteína | Emissões acidificantes médias (poluição do ar) de diferentes alimentos por 100g de proteína | Emissões acidificantes médias (poluição do ar) de diferentes alimentos por 100g de proteína | Emissões acidificantes médias (poluição do ar) de diferentes alimentos por 100g de proteína |
| ------------------------------------------------------------------------------------------- | ------------------------------------------------------------------------------------------- | ------------------------------------------------------------------------------------------- | ------------------------------------------------------------------------------------------- | ------------------------------------------------------------------------------------------- |
| Tipos de Alimentos                                                                          |                                                                                             |                                                                                             | Emissões Acidificantes (g SO2eq por 100g de proteína)                                       |                                                                                             |
| Carne bovina                                                                                | Carne bovina                                                                                |                                                                                             | 343.6                                                                                       | 343.6                                                                                       |
| Queijo                                                                                      | Queijo                                                                                      |                                                                                             | 165.5                                                                                       | 165.5                                                                                       |
| Carne suína                                                                                 | Carne suína                                                                                 |                                                                                             | 142.7                                                                                       | 142.7                                                                                       |
| Carne de cordeiro e carneiro                                                                | Carne de cordeiro e carneiro                                                                |                                                                                             | 139.0                                                                                       | 139.0                                                                                       |
| Crustáceos de aquicultura                                                                   | Crustáceos de aquicultura                                                                   |                                                                                             | 133.1                                                                                       | 133.1                                                                                       |
| Aves                                                                                        | Aves                                                                                        |                                                                                             | 102.4                                                                                       | 102.4                                                                                       |
| Peixes de aquicultura                                                                       | Peixes de aquicultura                                                                       |                                                                                             | 65.9                                                                                        | 65.9                                                                                        |
| Ovos                                                                                        | Ovos                                                                                        |                                                                                             | 53.7                                                                                        | 53.7                                                                                        |
| Amendoim                                                                                    | Amendoim                                                                                    |                                                                                             | 22.6                                                                                        | 22.6                                                                                        |
| Ervilhas                                                                                    | Ervilhas                                                                                    |                                                                                             | 8.5                                                                                         | 8.5                                                                                         |
| Tofu                                                                                        | Tofu                                                                                        |                                                                                             | 6.7                                                                                         | 6.7                                                                                         |

Aproximadamente 78% da atmosfera terrestre é composta por gás nitrogênio (N2), que é um composto inerte e biologicamente indisponível para a maioria dos organismos. Para ser utilizado na maioria dos processos biológicos, o N2 deve ser convertido em nitrogênio reativo [en] (Nr), que inclui formas reduzidas inorgânicas (NH3 e NH4+), formas oxidadas inorgânicas (NO, NO2, HNO3, N2O e NO3−) e compostos orgânicos (ureia, aminas e proteínas). O N2 possui uma forte ligação tripla, exigindo uma quantidade significativa de energia (226 kcal/mol) para ser convertido em Nr. Antes dos processos industriais, as únicas fontes dessa energia eram a radiação solar e descargas elétricas. Utilizando uma grande quantidade de energia metabólica e a enzima nitrogenase, algumas bactérias e cianobactérias convertem o N2 atmosférico em NH3, um processo conhecido como fixação biológica de nitrogênio (FBN). O análogo antropogênico à FBN é o processo Haber-Bosch, no qual H2 reage com o N2 atmosférico em altas temperaturas e pressões para produzir NH3. Por fim, o N2 é convertido em NO pela energia de raios, que é insignificante nos ecossistemas temperados atuais, ou pela combustão de combustíveis fósseis.
Até 1850, a FBN natural, a FBN induzida pelo cultivo (por exemplo, plantio de culturas leguminosas) e a matéria orgânica incorporada eram as únicas fontes de nitrogênio para a produção agrícola. Por volta do final do século, o Nr de depósitos de guano e nitrato de sódio era extraído e exportado de ilhas áridas do Pacífico e desertos sul-americanos. No final da década de 1920, processos industriais iniciais, embora ineficientes, eram comumente usados para produzir NH3. Devido aos esforços de Fritz Haber e Carl Bosch, o processo Haber-Bosch tornou-se a maior fonte de fertilizantes nitrogenados após a década de 1950, substituindo a FBN como a fonte dominante de produção de NH3. De 1890 a 1990, o Nr criado antropogenicamente aumentou quase nove vezes. Durante esse período, a população humana mais que triplicou, parcialmente devido ao aumento da produção de alimentos.
Desde a Revolução Industrial, uma fonte adicional de entrada antropogênica de nitrogênio tem sido a combustão de combustíveis fósseis, usada para liberar energia (por exemplo, para alimentar automóveis). À medida que os combustíveis fósseis são queimados, altas temperaturas e pressões fornecem energia para produzir NO a partir da oxidação de N2. Além disso, quando os combustíveis fósseis são extraídos e queimados, o nitrogênio fóssil pode se tornar reativo (isto é, emissões de NOx). Durante a década de 1970, os cientistas começaram a reconhecer que as entradas de nitrogênio estavam se acumulando no meio ambiente e afetando os ecossistemas.

## Impactos das entradas antropogênicas no ciclo do nitrogênio
Entre 1600 e 1990, a criação global de nitrogênio reativo (Nr) aumentou quase 50%. Durante esse período, as emissões atmosféricas de espécies de Nr aumentaram 250% e a deposição em ecossistemas marinhos e terrestres aumentou mais de 200%. Além disso, foi relatado um aumento de quatro vezes nos fluxos de nitrogênio inorgânico dissolvido em rios para as costas. O nitrogênio é um nutriente limitante crítico em muitos sistemas, incluindo florestas, pântanos e ecossistemas costeiros e marinhos; portanto, essa mudança nas emissões e distribuição de Nr resultou em consequências substanciais para ecossistemas aquáticos e terrestres.

### Atmosfera
| Emissões médias de gases de efeito estufa para diferentes tipos de alimentos | Emissões médias de gases de efeito estufa para diferentes tipos de alimentos | Emissões médias de gases de efeito estufa para diferentes tipos de alimentos | Emissões médias de gases de efeito estufa para diferentes tipos de alimentos | Emissões médias de gases de efeito estufa para diferentes tipos de alimentos |
| ---------------------------------------------------------------------------- | ---------------------------------------------------------------------------- | ---------------------------------------------------------------------------- | ---------------------------------------------------------------------------- | ---------------------------------------------------------------------------- |
| Tipos de Alimentos                                                           |                                                                              |                                                                              | Emissões de Gases de Efeito Estufa (g CO2-Ceq por g de proteína))            |                                                                              |
| Carne de ruminantes                                                          | Carne de ruminantes                                                          |                                                                              | 62                                                                           | 62                                                                           |
| Aquicultura com recirculação                                                 | Aquicultura com recirculação                                                 |                                                                              | 30                                                                           | 30                                                                           |
| Pesca de arrasto                                                             | Pesca de arrasto                                                             |                                                                              | 26                                                                           | 26                                                                           |
| Aquicultura sem recirculação                                                 | Aquicultura sem recirculação                                                 |                                                                              | 12                                                                           | 12                                                                           |
| Carne suína                                                                  | Carne suína                                                                  |                                                                              | 10                                                                           | 10                                                                           |
| Aves                                                                         | Aves                                                                         |                                                                              | 10                                                                           | 10                                                                           |
| Lacticínios                                                                  | Lacticínios                                                                  |                                                                              | 9,1                                                                          | 9,1                                                                          |
| Pesca sem arrasto                                                            | Pesca sem arrasto                                                            |                                                                              | 8,6                                                                          | 8,6                                                                          |
| Ovos                                                                         | Ovos                                                                         |                                                                              | 6,8                                                                          | 6,8                                                                          |
| Raízes amiláceas                                                             | Raízes amiláceas                                                             |                                                                              | 1.7                                                                          | 1.7                                                                          |
| Trigo                                                                        | Trigo                                                                        |                                                                              | 1.2                                                                          | 1.2                                                                          |
| Milho                                                                        | Milho                                                                        |                                                                              | 1.2                                                                          | 1.2                                                                          |
| Leguminosas                                                                  | Leguminosas                                                                  |                                                                              | 0.25                                                                         | 0.25                                                                         |

As entradas atmosféricas de nitrogênio incluem principalmente óxidos de nitrogênio (NOx), amoníaco (NH3) e óxido nitroso (N2O) provenientes de ecossistemas aquáticos e terrestres, e NOx da combustão de combustíveis fósseis e biomassa.
Em agroecossistemas, a aplicação de fertilizantes aumentou a nitrificação microbiana (processo aeróbico no qual micro-organismos oxidam amônio [NH4+] para nitrato [NO3−]) e a desnitrificação (processo anaeróbico no qual micro-organismos reduzem NO3−  para gás nitrogênio atmosférico [N2]). Ambos os processos liberam naturalmente óxido nítrico (NO) e óxido nitroso (N2O) para a atmosfera. De particular preocupação é o N2O, que tem uma vida média atmosférica de 114–120 anos, e é 300 vezes mais eficaz que o CO2 como gás de efeito estufa. O NOx produzido por processos industriais, automóveis e fertilização agrícola, e o NH3 emitido pelos solos (isto é, como subproduto adicional da nitrificação) e operações pecuárias são transportados para ecossistemas a favor do vento, influenciando o ciclo de nitrogênio e as perdas de nutrientes. Seis principais efeitos das emissões de NOx e NH3 foram citados:
1. redução da visibilidade atmosférica devido a aerossóis de amônio (partículas finas material particulado [PM]);
2. elevadas concentrações de ozônio;
3. efeitos do ozônio e PM na saúde humana (por exemplo, doenças respiratórias, câncer);
4. aumentos no forçamento radiativo e mudanças climáticas globais;
5. redução da produtividade agrícola devido à deposição de ozônio; e
6. acidificação de ecossistemas[11] e eutrofização.

### Biosfera
Os ecossistemas terrestres e aquáticos recebem entradas de Nr da atmosfera por meio de deposição úmida e seca. As espécies de Nr atmosférico podem ser depositadas nos ecossistemas por precipitação (por exemplo, NO3−, NH4+, compostos orgânicos de N), como gases (por exemplo, NH3 e ácido nítrico gasoso [HNO3]), ou como aerossóis (por exemplo, nitrato de amônio [NH4NO3]). Os ecossistemas aquáticos recebem nitrogênio adicional de escoamento superficial e entradas fluviais.
O aumento da deposição de nitrogênio pode acidificar solos, rios e lagos e alterar a produtividade de florestas e pastagens. Em ecossistemas de pastagens, as entradas de nitrogênio produziram aumentos iniciais na produtividade, seguidos por declínios à medida que limiares críticos são excedidos. Efeitos do nitrogênio na biodiversidade, no ciclo do carbono e mudanças na composição de espécies também foram demonstrados. Em áreas altamente desenvolvidas de oceanos costeiros e sistemas estuarinos, os rios fornecem entradas diretas (por exemplo, escoamento superficial) e indiretas (por exemplo, contaminação de águas subterrâneas) de nitrogênio provenientes de agroecossistemas. O aumento das entradas de nitrogênio pode resultar em acidificação de água doce [en] e eutrofização de águas marinhas.

#### Ecossistemas terrestres

##### Impactos na produtividade e no ciclo de nutrientes
Grande parte do crescimento terrestre em sistemas temperados é limitada pelo nitrogênio; portanto, entradas de nitrogênio (isto é, por meio de deposição e fertilização) podem aumentar a disponibilidade do elemento, o que temporariamente aumenta a sua absorção, o crescimento de plantas e micróbios e o acúmulo de nitrogênio na biomassa vegetal e na matéria orgânica do solo [en]. A incorporação de maiores quantidades de nitrogênio na matéria orgânica reduz as razões C:N, aumentando a liberação de nitrogênio mineral (NH4+) durante a decomposição da matéria orgânica por micróbios heterotróficos (isto é, amonificação). À medida que a amonificação aumenta, também aumenta a nitrificação do nitrogênio mineralizado. Como a nitrificação microbiana e a desnitrificação são "vazantes", espera-se que a deposição de nitrogênio aumente as emissões de gases traço. Além disso, com o aumento do acúmulo de NH4+ no solo, os processos de nitrificação liberam íons de hidrogênio, que acidificam o solo. O NO3−, produto da nitrificação, é altamente móvel e pode ser lixiviado do solo, junto com minerais alcalinos carregados positivamente, como cálcio e magnésio. Em solos ácidos, os íons de alumínio mobilizados podem atingir concentrações tóxicas, afetando negativamente tanto os ecossistemas terrestres quanto os aquáticos adjacentes.
As fontes antropogênicas de nitrogênio geralmente chegam às florestas de terras altas por meio de deposição. Uma preocupação potencial do aumento da deposição de nitrogênio devido às atividades humanas é a alteração do ciclo dos nutrientes [en] em ecossistemas florestais. Numerosos estudos demonstraram impactos positivos e negativos da deposição atmosférica de nitrogênio na produtividade florestal e no armazenamento de carbono. O nitrogênio adicionado é frequentemente imobilizado rapidamente por microorganismos, e o efeito do nitrogênio disponível restante depende da capacidade da comunidade vegetal para absorção de nitrogênio. Em sistemas com alta absorção, o nitrogênio é assimilado na biomassa vegetal, levando a um aumento da produtividade primária líquida (PPL) e possivelmente a um aumento do sequestro de carbono por meio de maior capacidade fotossintética. No entanto, as respostas dos ecossistemas às adições de nitrogênio dependem de muitos fatores específicos do local, incluindo clima, história de uso do solo e quantidade de adições de nitrogênio. Por exemplo, no nordeste dos Estados Unidos, florestas de folhosas que receberam entradas crônicas de nitrogênio demonstraram maior capacidade de reter nitrogênio e aumentar a produtividade primária líquida anual (PPLA) do que florestas de coníferas. Uma vez que a entrada de nitrogênio excede a demanda do sistema, o nitrogênio pode ser perdido por lixiviação e fluxos de gases. Quando o nitrogênio disponível excede a capacidade de absorção do ecossistema (isto é, vegetação, solo e microorganismos, etc.), ocorre a saturação de nitrogênio e o excesso é perdido para as águas superficiais, subterrâneas e atmosfera. A saturação pode resultar em desequilíbrios de nutrientes (por exemplo, perda de cálcio devido à lixiviação de nitrato) e possível declínio florestal.
Um estudo de 15 anos sobre adições crônicas de nitrogênio no Harvard Forest Long Term Ecological Research (LTER) elucidou muitos impactos do aumento da deposição de nitrogênio no ciclo de nutrientes em florestas temperadas. Ele evidenciou que adições crônicas de nitrogênio resultaram em maiores perdas por lixiviação, aumento da mortalidade de pinheiros e cessação do acúmulo de biomassa. Outro estudo relatou que essas adições crônicas resultaram no acúmulo de nitrogênio não fotossintético e, subsequentemente, na redução da capacidade fotossintética, supostamente levando a estresse severo de carbono e mortalidade. Essas descobertas entram em conflito com hipóteses anteriores de que o aumento das entradas de nitrogênio aumentariam a PPL e o sequestro de carbono.

##### Impactos na diversidade de espécies vegetais
Muitas comunidades vegetais evoluíram sob condições de baixa disponibilidade de nutrientes; portanto, o aumento das entradas de nitrogênio pode alterar as interações bióticas e abióticas, levando a mudanças na composição da comunidade. Vários estudos de adição de nutrientes mostraram que o aumento das entradas de nitrogênio leva à dominância de espécies vegetais de crescimento rápido, com declínios associados na riqueza de espécies. Espécies de crescimento rápido têm maior afinidade pela absorção de nitrogênio e excluem espécies de crescimento mais lento ao bloquear o acesso à luz solar com sua maior biomassa acima do solo. Outros estudos descobriram que respostas secundárias do sistema ao enriquecimento de nitrogênio, incluindo acidificação do solo e mudanças nas comunidades micorrízicas, permitiram que espécies tolerantes ao estresse superassem espécies sensíveis. Árvores que possuem associações micorrízicas arbusculares são mais propensas a se beneficiar de um aumento no nitrogênio do solo, pois esses fungos não conseguem decompor o nitrogênio orgânico do solo. Dois outros estudos encontraram evidências de que o aumento da disponibilidade de nitrogênio resultou em declínios em charnecas ricas em espécies. As charnecas são caracterizadas por solos pobres em nitrogênio, que excluem gramíneas exigentes em nitrogênio; no entanto, com o aumento da deposição de nitrogênio e acidificação do solo, pastagens invasoras substituem as charnecas de terras baixas.
Em um estudo experimental mais recente sobre fertilização com nitrogênio e perturbação (isto é, lavoura) em sucessão de campos antigos, foi constatado que a riqueza de espécies diminuiu com o aumento do nitrogênio, independentemente do nível de perturbação. Experimentos de competição mostraram que dominantes competitivos excluíram espécies competitivamente inferiores entre eventos de perturbação. Com o aumento das entradas de nitrogênio, a competição mudou de subterrânea para acima do solo (isto é, para competição por luz), e as taxas de colonização de parcelas diminuíram significativamente. Essas mudanças internas podem afetar dramaticamente a comunidade ao alterar o equilíbrio das trocas entre competição e colonização entre espécies. Em sistemas baseados em parcelas, a coexistência regional pode ocorrer por meio de trocas nas habilidades competitivas e de colonização, dadas taxas de perturbação suficientemente altas. Ou seja, com uma classificação inversa de habilidades competitivas e de colonização, as plantas podem coexistir no espaço e no tempo, pois a perturbação remove competidores superiores das parcelas, permitindo o estabelecimento de colonizadores superiores. No entanto, como demonstrado por Wilson e Tilman, o aumento das entradas de nutrientes pode anular essas trocas, resultando na exclusão competitiva desses colonizadores superiores/competidores fracos.

#### Ecossistemas aquáticos
Os ecossistemas aquáticos também exibem respostas variadas ao enriquecimento de nitrogênio. O carregamento de NO3− de ecossistemas terrestres saturados de nitrogênio pode levar à acidificação de sistemas de água doce a jusante e à eutrofização de sistemas marinhos a jusante. A acidificação de água doce pode causar toxicidade por alumínio e mortalidade de espécies de peixes sensíveis ao pH. Como os sistemas marinhos são geralmente limitados por nitrogênio, entradas excessivas de nitrogênio podem resultar em degradação da qualidade da água devido a florações de algas tóxicas, deficiência de oxigênio, perda de habitat, diminuição da biodiversidade e perdas na pesca.

##### Acidificação de águas doces
A deposição atmosférica de nitrogênio em paisagens terrestres pode ser transformada por processos microbianos do solo em nitrogênio biologicamente disponível, o que pode resultar em acidificação de água doce e perda de biodiversidade. Entradas de NO3− e NH4+ de sistemas terrestres e da atmosfera podem acidificar sistemas de água doce quando há pouca capacidade de tamponamento devido à acidificação do solo. A poluição por nitrogênio na Europa, no nordeste dos Estados Unidos e na Ásia é uma preocupação atual para a acidificação de água doce. Estudos de acidificação de lagos na Experimental Lake Area (ELA) no noroeste de Ontário demonstraram claramente os efeitos negativos do aumento da acidez em uma espécie de peixe nativa: o recrutamento e o crescimento da truta de lago (Salvelinus namaycush) diminuíram dramaticamente devido à extinção de suas principais espécies de presas durante a acidificação. O nitrogênio reativo proveniente da agricultura, criação de animais, fertilizantes, sistemas sépticos e outras fontes aumentou as concentrações de nitrato em vias navegáveis da maioria das nações industrializadas. As concentrações de nitrato em 1.000 lagos noruegueses dobraram em menos de uma década. Rios no nordeste dos Estados Unidos e na maior parte da Europa aumentaram de dez a quinze vezes no último século. O nitrogênio reativo pode contaminar a água potável por meio do escoamento para riachos, lagos, rios e águas subterrâneas. Nos Estados Unidos, até 20% das fontes de águas subterrâneas excedem o limite da Organização Mundial da Saúde para a concentração de nitrato em água potável. Essas altas concentrações podem causar a "síndrome do bebê azul", onde íons de nitrato enfraquecem a capacidade do sangue de transportar oxigênio. Estudos também relacionaram altas concentrações de nitratos a problemas reprodutivos e propensão a alguns cânceres, como câncer de bexiga e ovário.

##### Eutrofização de sistemas marinhos
Urbanização, desmatamento e atividades agrícolas contribuem amplamente com sedimentos e entradas de nutrientes para as águas costeiras por meio de rios. O aumento das entradas de nutrientes para sistemas marinhos mostrou aumentos de curto prazo na produtividade e rendimentos da pesca, e efeitos prejudiciais de longo prazo da eutrofização. O triplo das cargas de NO3− no rio Mississippi na última metade do século 20 foi correlacionado com o aumento dos rendimentos da pesca nas águas ao redor do delta do Mississippi; no entanto, essas entradas de nutrientes produziram hipóxia sazonal (concentrações de oxigênio inferiores a 2–3 mg/L, "zonas mortas [en]") no golfo do México. Em sistemas estuarinos e costeiros, altas entradas de nutrientes aumentam a produção primária (por exemplo, fitoplâncton, ervas marinhas, macroalgas), que aumentam a turbidez com resultante diminuição da penetração de luz ao longo da coluna d'água. Consequentemente, o crescimento de vegetação submersa diminui, o que reduz a complexidade do habitat e a produção de oxigênio. O aumento da produção primária leva a um fluxo de carbono para as águas de fundo quando a matéria orgânica em decomposição (isto é, produção primária senescente) afunda e é consumida por bactérias aeróbicas mais abaixo na coluna d'água. Como resultado, o consumo de oxigênio nas águas de fundo é maior que a difusão de oxigênio das águas superficiais. Além disso, certas florações de algas, chamadas florações de algas nocivas (FANs), produzem toxinas que podem agir como compostos danosos ao sistema neuromuscular ou aos órgãos. Essas florações de algas podem ser prejudiciais a outras formas de vida marinha, bem como aos seres humanos.

## Integração
As respostas dos sistemas acima às entradas de nitrogênio reativo (Nr) são quase todas estudadas separadamente; no entanto, pesquisas indicam cada vez mais que os problemas de carregamento de nitrogênio estão interligados por múltiplas vias que transportam nutrientes através dos limites do sistema. Essa transferência sequencial entre ecossistemas é chamada de cascata de nitrogênio. Durante a cascata, alguns sistemas acumulam Nr, o que resulta em um atraso na cascata e efeitos intensificados do Nr no ambiente em que se acumula. Em última análise, as entradas antropogênicas de Nr são acumuladas ou desnitrificadas; no entanto, pouco progresso foi feito na determinação da importância relativa do acúmulo de Nr e da desnitrificação, o que se deve principalmente à falta de integração entre disciplinas científicas.
A maior parte do Nr aplicado aos agroecossistemas globais cascateia através da atmosfera e dos ecossistemas aquáticos e terrestres até ser convertida em N2, principalmente por meio da desnitrificação. Embora a desnitrificação terrestre produza intermediários gasosos (óxido nítrico [NO] e óxido nitroso [N2O]), a última etapa — produção microbiana de N2 — é crítica porque o N2 atmosférico é um sumidouro para o Nr. Muitos estudos demonstraram claramente que faixas de amortecimento e áreas úmidas manejadas podem remover quantidades significativas de nitrato (NO3−) de sistemas agrícolas por meio da desnitrificação. Esse manejo pode ajudar a atenuar os efeitos indesejáveis da cascata e eliminar o acúmulo de Nr no meio ambiente.
As atividades humanas dominam os ciclos globais e regionais de nitrogênio. As entradas de nitrogênio mostraram consequências negativas para o ciclo de nutrientes e a diversidade de espécies nativas em sistemas terrestres e aquáticos. De fato, devido aos impactos de longo prazo nas cadeias alimentares, as entradas de Nr são amplamente consideradas o problema de poluição mais crítico em sistemas marinhos. Em ambos os ecossistemas terrestres e aquáticos, as respostas ao enriquecimento de nitrogênio variam; no entanto, um tema recorrente é a importância de limiares (por exemplo, saturação de nitrogênio) na capacidade de retenção de nutrientes do sistema. Para controlar a cascata de nitrogênio, deve haver integração de conhecimentos científicos e mais trabalho sobre o armazenamento de Nr e as taxas de desnitrificação.